# Богородський Петро Федорович
Петро́ Фе́дорович Богоро́дський (1803 — невід.) — дяк села Кирилівки (1824—1836), перший вчитель Тараса Шевченка.
У 1825, після смерті батька, Шевченко був у нього «школярем-попихачем»: носив воду, топив грубу, читав замість дяка псалтир над померлими й водночас вчився грамоти. У 1826 не стерпів знущань Богородського і втік від нього.[джерело?] В автобіографічному листі до редактора журналу «Народное чтение» Шевченко, не зазначаючи прізвища Богородського, писав про нього: 

## Джерело
- Богородський // Шевченківський словник. У двох томах. — К., 1976. — Т. 1. — С. 65-82.